# حیدرآباد سهراب
حیدرآباد سهراب یک منطقهٔ مسکونی در ایران است که در استان کرمان واقع شده‌است. حیدرآباد سهراب ۱۱۵ نفر جمعیت دارد.